# La Pomme de Newton
 (janvier 2013).
Si vous disposez d'ouvrages ou d'articles de référence ou si vous connaissez des sites web de qualité traitant du thème abordé ici, merci de compléter l'article en donnant les références utiles à sa vérifiabilité et en les liant à la section « Notes et références ».

La Pomme de Newton est un téléfilm français de Laurent Firode tourné en 2005 pour la chaîne Arte où il est diffusé le 9 juin 2006.

## Fiche technique
- Réalisateur : Laurent Firode
- Image : Bruno Romiguière
- Son : Gilles Vivier-Boudrier
- Costumière : Annick Krasnopolski
- Maquillage : Corinne Marcon

## Distribution
- Irène Ismaïloff : Cécile
- Carole Deffit : Stéphanie
- Manuela Gourary : Adèle
- Bruno Lochet : André
- Lysiane Meis : Delphine
- Félicité Wouassi : Thérèse
- Sylvie Granotier : Martine
- Philippe Duquesne : Tony
- Jacques Boudet : Michel
- Antar Boudache : Kamel
- Éric Savin : Hubert
- Agathe Bouissières : Léa
- Apolline Bouissières : Patricia
- Frédéric Bouraly : Rodolphe
- Zoé Bruneau : vendeuse

## Récompense
- Festival de la fiction TV de Saint-Tropez 2005 : Meilleur scénario pour Laurent Firode[3].